# Stadio Arturo Collana
Stadio Arturo Collana (dříve Stadio della Liberazione) je víceúčelový stadion Neapoli. Z hlediska kapacity jde o druhý největší stadion ve městě. V současnosti je využíván pro fotbal, americký fotbal a rugby.

## Historie
Stadion se začal stavět v roce 1925 a otevřen byl 27. října 1927. Prvním týmem co jej využíval byl Internapoli Football Club a to do roku 1935, kdy se tým rozpadl. V roce 1964 byl tým znovu založen a vrátil se na tento stadion až do roku 1977, kdy tým změnil svůj název a přestěhoval se jinam.
Příležitostně zde hrál více známý klub Neapol v období 1933–1934 a během druhé světové války. Po válce se stadion přejmenoval na Stadio della Liberazione. Využití stadionu mělo být dočasným řešením, také kvůli nedostatečné kapacitě, ale tato situace trvala 15 let kvůli zničení stadionu Giorgio Ascarelli během války v roce 1942. Až do roku 1959 zde hrála Neapol a poté se klub přesunul na nový a větší Stadio San Paolo do čtvrti Fuorigrotta.
V roce 1963 byl přejmenován na Arturo Collana, po sportovním novináři, který byl mezi zakládajícími členy.
V 70. letech 20. století byl kompletně zrekonstruován a stal se víceúčelovým sportovním centrem, kde se mohou pořádat atletické soutěže, fotbalové a ragbyové zápasy (hostil i zápasy italského národního týmu), dále tělocvičny, kluziště, tenisový klub a další.